# Хрватска на Зимским олимпијским играма 1992.
Хрватска је на Зимским олимпијским играма у Албервилу 1992. први пут учествовала као самостална држава на неким олимпијским играма. Иако је исте године учествовала први пут и на Летњим играма у Барселони, Игре из Албервила су као прве ушле у историју хрватског олимпијског спорта.
На првим Играма Хрватску је представљало четворо такмичара три мушкарца и једна жена који су се такмичили у осам дисциплина три од 12 спортова затупљених на обим Играма.
Најмлађи учесник био је алпски скијаш Ведран Павлек са 18 година и 233 дана, а најстарији клизач Томислав Чижмешија 23 године и 166 дана. Такмичари Хрватске нису освојили ниједну мадаљу, а најбољи пласман имала је уметничка клизачица Жељка Чижмешија, на 25. месту.
Делегацију Хрватске је предводила прослављана југословенска клизачица са Игара у Сарајеву 1984. Санда Дубравчић-Шимуњак
Заставу Хрватске на свечаној церемонији отварања носио је клизач Томислав Чижмешија.

## Учесници по спортовима
| Спорт             | Мушкарци | Жене | Укупно |
| ----------------- | -------- | ---- | ------ |
| Алпско скијање    | 1        | 0    | 1      |
| Скијашко трчање   | 1        | 0    | 1      |
| Уметничко клизање | 1        | 1    | 2      |
| Укупно(3)         | 3        | 1    | 4      |

## Алпско скијање

### Мушкарци
| Такмичар      | Дисциплина      | Резултати               | Резултати               | Резултати               | Резултати               | Резултати               | Детаљи |
| Такмичар      | Дисциплина      | 1. вожња                | 2. вожња                | Укупно                  | Заостатак               | Пласман                 | Детаљи |
| ------------- | --------------- | ----------------------- | ----------------------- | ----------------------- | ----------------------- | ----------------------- | ------ |
| Ведран Павлек | Слалом          | 58,75 (40)              | 58,53 (36)              | 1:57,28                 | 12,49                   | 36 / 65 (118)           |        |
| Ведран Павлек | Велеслалом      | Није завршио прву вожњу | Није завршио прву вожњу | Није завршио прву вожњу | Није завршио прву вожњу | Није завршио прву вожњу |        |
| Ведран Павлек | Супервелеслалом |                         |                         | Није завршио вожњу      | Није завршио вожњу      | Није завршио вожњу      |        |

## Скијашко трчање

### Мушкарци
| Дисциплина     | Такмичари | Квалификације | Квалификације | Четвртфинале | Четвртфинале | Полуфинале | Полуфинале    | Финале    | Финале        | Детаљи |
| Дисциплина     | Такмичари | Резултат      | Пласман/учес. | Резултат     | Пласман/учес | Резултат   | Пласман/учес. | Резултат  | Пласман/учес. | Детаљи |
| -------------- | --------- | ------------- | ------------- | ------------ | ------------ | ---------- | ------------- | --------- | ------------- | ------ |
| Синиша Вуконић | 10 км     |               |               |              |              |            |               | 34:01,1   | 75 / 110      |        |
| Синиша Вуконић | 50 км     |               |               |              |              |            |               | 2:28:19,4 | 60 / 67 (73)  |        |
| Синиша Вуконић | 15 км     |               |               |              |              |            |               | 48:45,5   | 69 / 99 (102) |        |

## Уметничко клизање
На такмичењу у уметничком клизању Хрватску су представљали сестра и брат Жељка и Томислав Чижмешија. Такмичали су се у појединачој кокуренцији.
| Клизач/ица         | Дисциплина | Кратки програм | Кратки програм | Слободни састав                      | Слободни састав                      | Укупно                               | Укупно                               |  |
| Клизач/ица         | Дисциплина | Оцене          | Пласман        | Оцене                                | Пласман                              | Оцене                                | Пласман                              |  |
| ------------------ | ---------- | -------------- | -------------- | ------------------------------------ | ------------------------------------ | ------------------------------------ | ------------------------------------ |  |
| Томислав Чижмешија | Мушкарци   | 64,3           | 29 /30         | Није се пласирао за слободни састав  | Није се пласирао за слободни састав  | Није се пласирао за слободни састав  | Није се пласирао за слободни састав  |  |
| Жељка Чижмешија    | Жене       | 75,8           | 25 / 30        | Није се пласирала за слободни састав | Није се пласирала за слободни састав | Није се пласирала за слободни састав | Није се пласирала за слободни састав |  |